# Południowa Afryka na zimowych igrzyskach olimpijskich
Południowa Afryka wystartowała po raz pierwszy na zimowych IO w 1960 roku na igrzyskach w Sqauw Valley (jako Związek Południowej Afryki). Kolejny start miał miejsce dopiero w 1994 roku. Od tamtej pory RPA wystatowała na każdych zimowych igrzyskach. Na razie reprezentacja nie zdobyła żadnego medalu.

## Klasyfikacja medalowa
| Olimpiada           | Złoto | Srebro | Brąz | Razem |
| ------------------- | ----- | ------ | ---- | ----- |
| 1960 Squaw Valley   | 0     | 0      | 0    | 0     |
| 1994 Lillehammer    | 0     | 0      | 0    | 0     |
| 1998 Nagano         | 0     | 0      | 0    | 0     |
| 2002 Salt Lake City | 0     | 0      | 0    | 0     |
| 2006 Turyn          | 0     | 0      | 0    | 0     |
| 2010 Vancouver      | 0     | 0      | 0    | 0     |
| Razem               | 0     | 0      | 0    | 0     |